# Arturo Collana
Arturo Collana (26 novembre 1894 – 22 maggio 1959) è stato un giornalista italiano.

## Biografia
Diplomatosi in ragioneria, iniziò l'attività giornalistica nel 1919 scrivendo per la Gazzetta dello Sport, divenendo una delle migliori firme, rimanendovi per un trentennio. Dalla sua scuola si formò Gino Palumbo, che iniziò la carriera proprio sotto la direzione di Collana. Successivamente diresse l’edizione napoletana del Corriere dello Sport.
Nel 1928 fu vice presidente del Comitato Regionale Campano della FIDAL.
Oltre al giornalismo, fu attivo promotore di associazioni sportive, fondando Vigor San Giovanni, Virtus Partenopea e nel 1944 la Società Sportiva Napoli, che nel gennaio del 1945 fondendosi con la Società Polisportiva Napoli diede vita all'Associazione Polisportiva Napoli. Fu organizzatore di eventi sportivi, come i Giochi partenopei ed il Giro della Campania.
Nel 1946 fu tra i soci fondatori del Gruppo Napoletano Giornalisti Sportivi che in seguito confluì nell'Unione Stampa Sportiva Italiana, di cui lo stesso Collana ne fu il vice presidente.
Nel 1949 fu il capo dei servizi sportivi de Il Giornale di Napoli.
Arturo Collana fu anche musicista. Compose infatti l'Inno del Napoli, su testo di Athos Amelio pubblicato  sul quotidiano "Roma" del 29 febbraio 1928. Il giorno successivo fu cantato nei locali dell'A.S. Napoli dal tenore Enzo Pacifico con accompagnamento di una piccola orchestra. La musica fu pubblicata nello stesso anno dall'editore Gennarelli col titolo Inno dello sport.
Ad Arturo Collana fu intitolato lo Stadio del Vomero al cui interno, nel dicembre del 2015, fu posta anche una targa alla presenza del sindaco di Napoli Luigi De Magistris.